# Oued El Kheir
Pour les articles homonymes, voir Kheir.
Oued El Kheir est une commune de la wilaya de Mostaganem en Algérie.    

## Géographie
Oued El Kheir est située dans le Sud-Est Centre de la wilaya de Mostaganem. La commune est traversée par la RN 90A Mostaganem - Oued El Kheir - Sidi Khettab et la RN4 à l'Ouest d'H'Madna.

## Démographie
Selon le recensement général de la population et de l'habitat de 2008, la population de la commune de Oued El Kheir est évaluée à 17 359 habitants contre 14 700 en 1998.

## Patrimoine
La zaouïa Kadiria reçoit de dizaine de visiteurs venus de l’Ouest du pays.